# Darryn Binder
Darryn Binder (Potchefstroom, 21 de janeiro de 1998) é um motociclista sul-africano, que atualmente compete no Mundial de Moto3 pela equipe Petronas Sprinta Racing. Na temporada 2022, disputará a MotoGP pela equipe RNF Racing.
É irmão de Brad Binder, que disputa a MotoGP pela equipe Red Bull KTM Factory Racing.

## Carreira
Darryn Binder estreou na Moto3 em 2015, pela equipe Outox Reset Drink Team, não marcando pontos em nenhuma das 18 corridas que disputou no ano. Seu melhor resultado, até hoje, foi um 12º lugar obtido no GP de Losail, em 2016.